# Eupithecia excelsa
Eupithecia excelsa är en fjärilsart som beskrevs av Karl Dietze 1910. Eupithecia excelsa ingår i släktet Eupithecia och familjen mätare. Inga underarter finns listade i Catalogue of Life.